# シレギ
シレギ (朝鮮語: 시래기) は、ダイコンまたはハクサイの葉や茎を日光や風で乾燥させた朝鮮の食材である。ダイコンの茎や葉、また稀ではあるがハクサイの外葉を日光や風で乾燥させて作る。

## シレギを用いた料理
- シレギチヂミ - チヂミの一種で、水に漬けたシレギを一口大に切り、テンジャン、エゴマ油、清陽唐辛子、ニンニクで味付けし、干しスケトウダラの頭、コンブ、カタクチイワシをコメのとぎ汁に入れた出汁で煮込む。
- シレギテンジャンチゲ - テンジャンチゲの一種で、水に漬けたシレギを一口大に切り、テンジャン、トウガラシ、ニンニクをもみ込んで、ネギ、赤唐辛子、シイタケと一緒に茹で、豆腐とともにカタクチイワシの出汁で煮込む。
- シレギナムル[4] - ナムルの一種で、茹でたシレギを一口大に切り、クッカンジャン、ごま油、ニンニクで味付けし、みじん切りのネギとともに炒め、炒りゴマをふりかける。テボルム（年の最初の満月の日）に食べるボルムナムルの1つである。

## ギャラリー

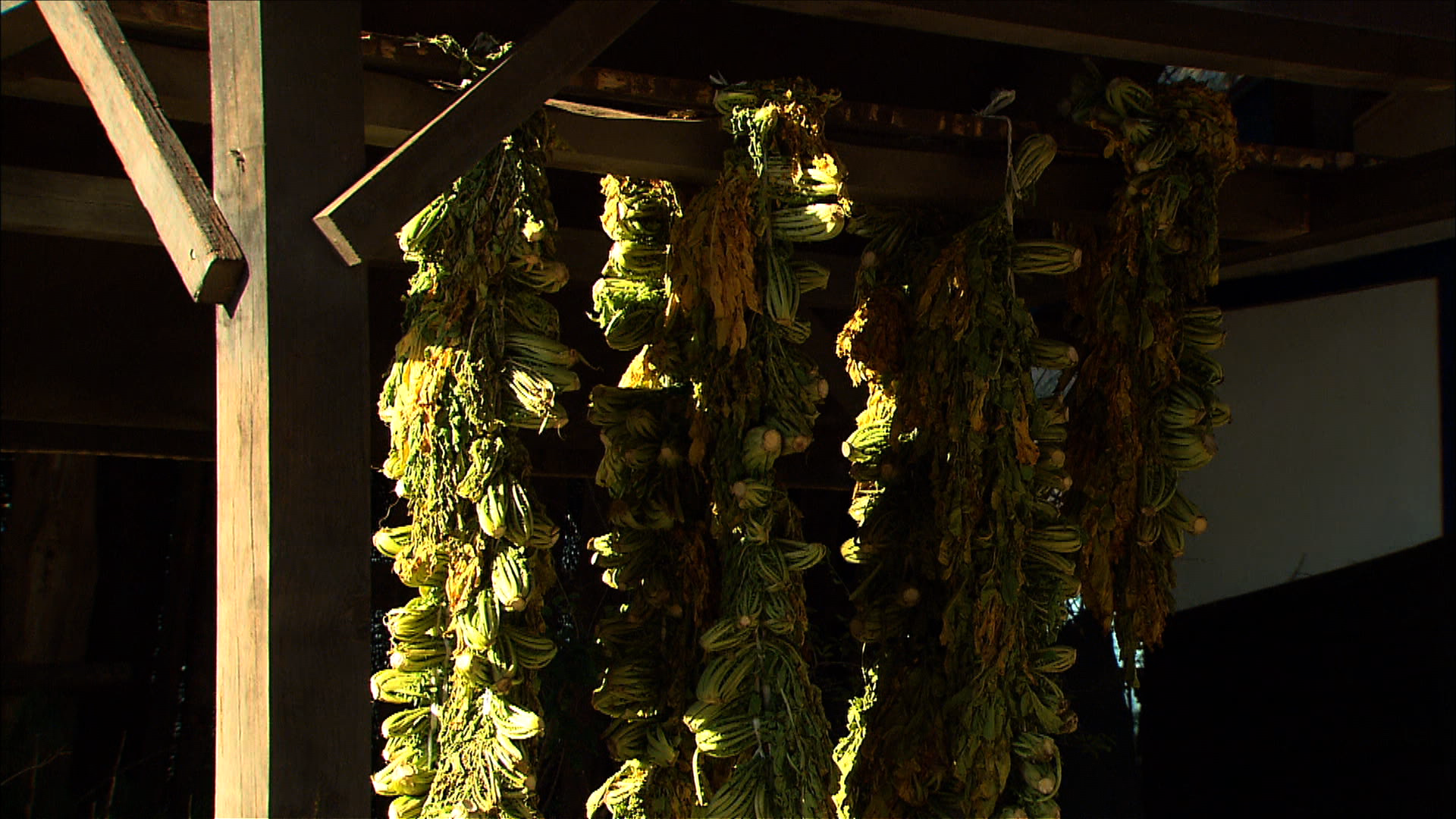
シレギを作るための乾燥ダイコン
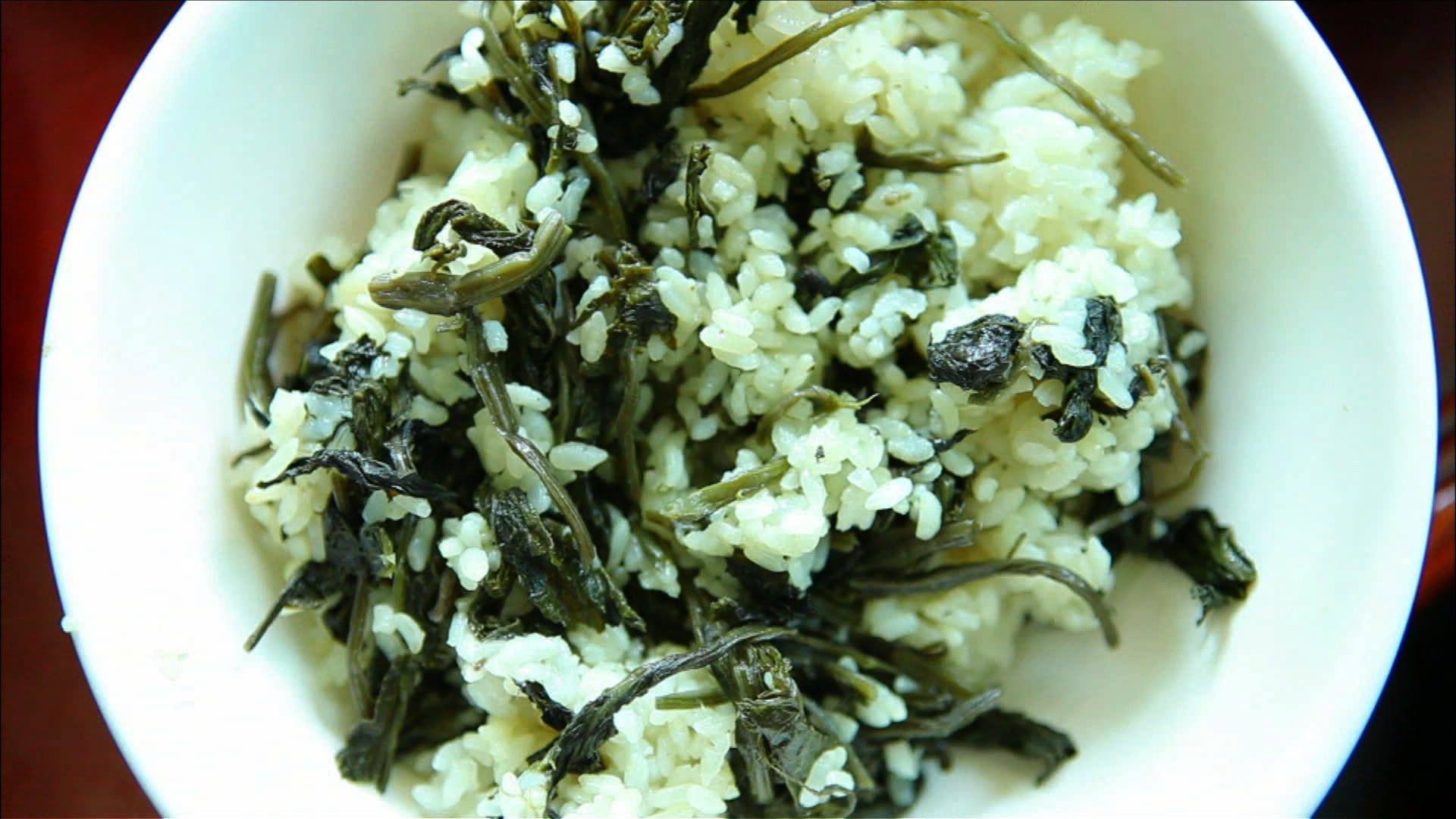
乾燥ダイコン葉のご飯（シレギパッ）
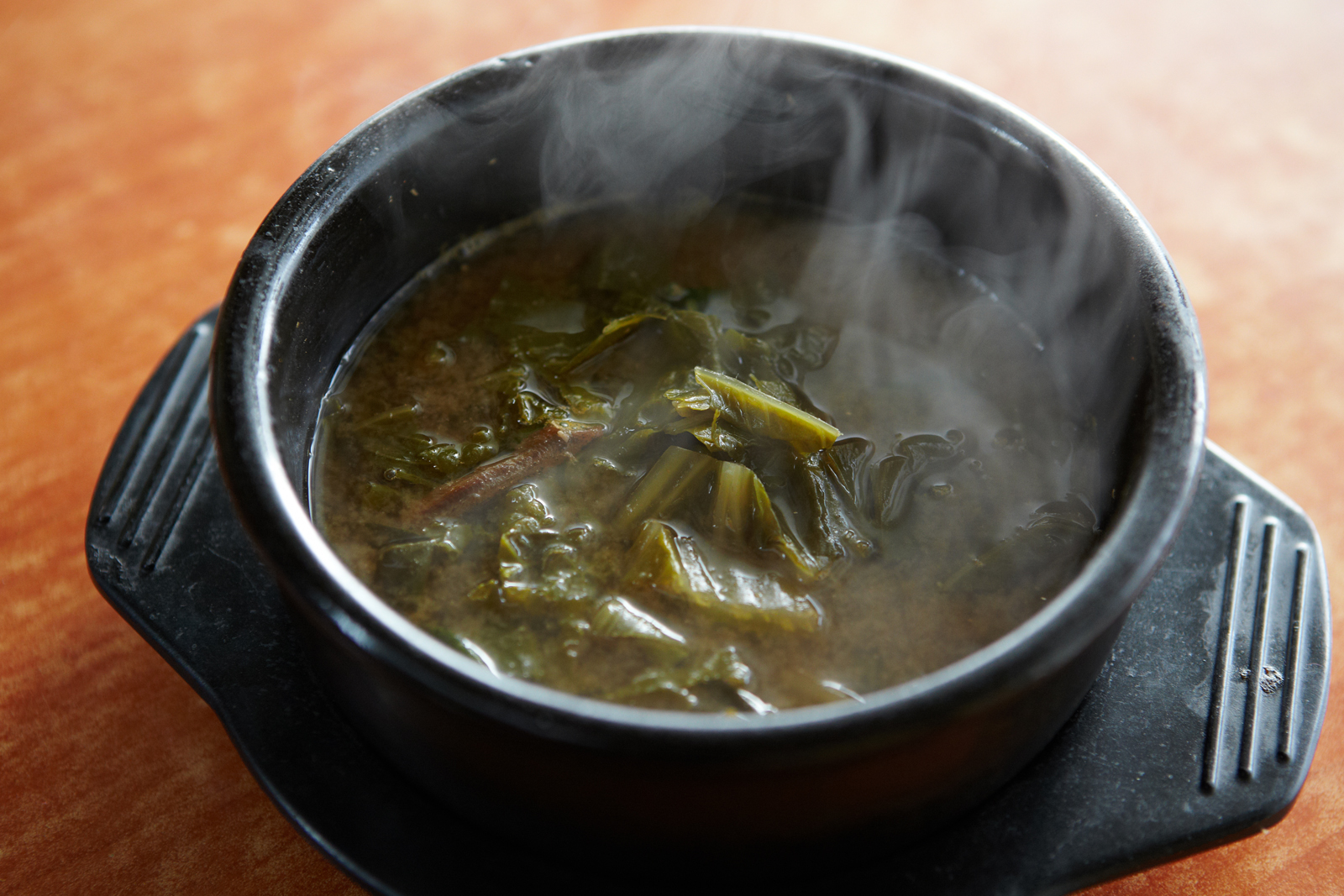
シレギグク（シレギのスープ）